# Die Form
Die Form — французский музыкальный проект электронной музыки. Создан Филиппом Фишо в 1977 году. Само название «Die Form» (нем. 'форма, очертание') представляет собой своеобразную языковую игру на созвучии с английским deformed и французским difforme 'искажённый, обезображенный'.

## История
Die Form — основной проект французского композитора Филиппа Фишо, специализирующегося на электронной музыке. Первые экспериментальные кассетные записи Die Form 1 появились в 1977 году, первый выпуск на виниле — Die Puppe — в 1982. Уже на ранних стадиях развития проекта как в музыке, так и в оформлении альбомов проявились его основные концепты: сочетание изощрённых музыкальных экспериментов с эротизмом, смертью и другими табуированными темами. К другим ранним проектам Филиппа Фишо относятся Krylon Hertz, Mental Code, Eva-Johanna Reichstag, Hurt и Fine Automatic.
Альбом «Some Experiences With Shock» был издан в 1984 году, знаменуя собой поворот проекта к более коммерциализированному звуку («Poupée Mécanique», 1986). В 1991 году альбомом «Corpus Delicti» была представлена вокалистка Элиан (Éliane P.), которая продолжает участие в проекте по сей день.
В январе 2008 года состоялся релиз альбома «The Bach Project», который, как явствует из названия, посвящён переосмыслению творчества Иоганна Себастьяна Баха. В том же году Die Form расстаётся с лейблом Trisol в пользу Out of Line; в октябре вышел альбом «Her[t]z Frequenz», а в ноябре — «Best of XXX», компиляция переработок и ремастер-версий некоторых треков, выпущенных в предшествующие тридцать лет.
В «Noir Magnétique», вышедшем в 2009 году, Die Form вновь обращается к довольно клубноориентированному звучанию. Альбом был доступен только на CD-дисках. Специальное издание этого альбома было выпущено ограниченным тиражом 999 копий (к каждой прилагалось дополнительное графическое оформление и семидюймовый сингл).